# Cot Puuk (Ganda Pura)
Cot Puuk is een bestuurslaag in het regentschap Bireuen van de provincie Atjeh, Indonesië. Cot Puuk telt 1146 inwoners (volkstelling 2010).